# Guarda Real
Uma Guarda Real descreve qualquer grupo de guarda-costas militares, soldados ou servidores responsáveis pela proteção de uma pessoa real, tal como um  rei ou rainha. Elas são geralmente uma unidade de elite das forças armadas regulares e podem manter direitos ou privilégios especiais.

## Lista de Guardas Reais atuais
| Nome                             | País          | Fundação            |
| Blues and Royals                 | Reino Unido   | 13 de Março de 1969 |
| Companhia Real de Arqueiros      | Reino Unido   | 1676                |
| Regimento de Lanceiros da Rainha | Portugal      | 1717                |
| Den Kongelige Livgarde           | Dinamarca     | 1658                |
| Escort Royale                    | Bélgica       | 1830                |
| Guarda Real do Marrocos          | Marrocos      | 1088                |
| Guarda Real dos Países Baixos    | Países Baixos | século XIX          |
| Guarda da Rainha                 | Reino Unido   | 1660                |
| Guarda Real da Espanha           | Espanha       | século VIII         |
| Guarda Real do Palácio           | Bélgica       |                     |
| Hans Majestet Kongens Garde      | Noruega       | 10 de abril         |
| Guarda Real Tailandesa           | Tailândia     | 1859                |
| Högvakten                        | Suécia        | 1523                |
| Konoe Shidan                     | Japão         | 1947                |